# José Sánchez Bregua
José Sánchez Bregua   (la Corunya, 15 de setembre de 1818 - la Corunya, 19 de juny de 1897) va ser un militar i polític gallec.

## Biografia
Era de família humil i va entrar en l'exèrcit com a soldat ras en 1835 lluitant contra el bàndol carlista en la primera guerra carlista. Va ser alferes a les illes Filipines entre 1844 i 1850 i posteriorment va participar en la guerra d'Àfrica, a partir de la qual es va beneficiar d'un ràpid ascens en l'escalafó militar. En 1868 va ascendir a general de divisió. Durant el govern del general Joan Prim i Prats va ocupar el lloc de Sotssecretari de la Guerra. Posteriorment fou Capità General de Galícia i també el responsable de reprimir la insurrecció de l'Arsenal de Ferrol. Va ser Ministre de Guerra entre el 9 de setembre de 1873 i el 3 de gener de 1874. en el Gabinet de Castelar, pel que el cop d'estat de Pavía el va sorprendre exercint de ministre.
Després de la restauració borbònica fou elegit senador per la província de Lugo en 1877, diputat a Cortes pel districte d'Osca en les eleccions generals espanyoles de 1879 i senador per la província de La Corunya (1879-1880).
Va rebre el títol de senador vitalici en 1881.
Fou enterrat a la Corunya el 20 de juny de 1897. La gravació del seu enterrament, coneguda com a Entierro del General Sánchez Bregua, és considerada el primer film cinematogràfic rodat a Galícia, si bé la cinta no es conserva.